# نوبه‌اوکا، میازاکی
نوبئوکا شهری است در کشور ژاپن. این شهر در استان میازاکی و در جزیره کیوشو قرار گرفته است. 
جمعیت این شهر در سال ۲۰۰۸ میلادی برابر ۱۳۲۰۰۰ نفر برآورد شده است .